# Dinamo Kirow
Dinamo Kirow (ros. «Динамо» Ки́ров) – rosyjski klub piłkarski z siedzibą w Kirowie.

## Historia
Drużyna występowała pod nazwami:
- 1923—1934: Dinamo Wiatka («Динамо» Вятка)
- 1935—1992: Dinamo Kirow («Динамо» Киров)
- 1993—1998: Wiatka Kirow («Вятка» Киров)
- 1999—2003: Dinamo-Maszynostroitiel Kirow («Динамо-Машиностроитель» Киров)
- 2004—....: Dinamo Kirow («Динамо» Киров)

Piłkarska drużyna Dinamo została założona w 1923 we Wiatce (tak wtedy nazywało się miasto Kirow). 4 sierpnia 1923 zespół rozegrał historyczny pierwszy mecz.
Od 1935 Dinamo było najmocniejszym zespołem piłkarskim miasta, wygrywając w latach 1935—1937 sześć mistrzowskich tytułów (po dwa w roku).
W 1953 debiutował w Mistrzostwach Rosyjskiej FSRR w grupie "Ural" (4. miejsce spośród 9 drużyn: 5 wygranych, 3 porażki, bramki 23-16).
W 1956 zwyciężył w turnieju grupowym Mistrzostw Rosyjskiej FSRR oraz zajął 4. miejsce w turnieju finałowym.
W 1963 zdobył wicemistrzostwo Rosyjskiej FSRR.
W 1981 został mistrzem Rosyjskiej FSRR i dostał się do radzieckiej Pierwoj Ligi, gdzie występował 2 sezony, a w 1983 spadł do Wtoroj Ligi.
W 1994 klub został rozformowany. Potem na stadionie Dinamo występował klub Wiatka Kirow. 
W 1999 na bazie Dinama utworzono klub Dinamo-Maszynostroitiel, który otrzymał prawo występować w Drugiej Dywizji, grupie Nadwołżańskiej.
W 2000 klub został przeniesiony do grupy Uralskiej, a od 2003 występował w grupie uralsko-nadwołżańskiej, powstałej w wyniku scalenia dwóch grup.
W 2004 drużyna wróciła pod historyczną nazwę Dinamo Kirow.
18 lipca 2017 klub zrezygnował z dalszych występów w Drugiej Dywizji z przyczyn finansowych i przeszedł do Ligi Amatorskiej (poziom niżej). Grać tam drużyna mogła zacząć dopiero w 2018 roku, ponieważ Liga Amatorska gra systemem "wiosna-jesień".

## Osiągnięcia
- 3. miejsce w Pierwszej Lidze ZSRR: 1961
- 1/16 finału w Pucharze ZSRR: 1983
- 18. miejsce w Rosyjskiej Pierwszej Lidze, grupie Centralnej: 1992
- 1/16 finału w Pucharze Rosji: 2007